# Orduña
Orduña (bask. Urduña) – gmina w Hiszpanii, w prowincji Biskaja, w Kraju Basków, o powierzchni 33,49 km². W 2011 roku gmina liczyła 4237 mieszkańców.